# Otoba latialata
Otoba latialata är en tvåhjärtbladig växtart som först beskrevs av Pitt., och fick sitt nu gällande namn av Alwyn Howard Gentry. Otoba latialata ingår i släktet Otoba och familjen Myristicaceae. Inga underarter finns listade i Catalogue of Life.